# 薩拉薩
薩拉薩是委內瑞拉的城鎮，由瓜里科州負責管轄，位於該國北部，始建於1646年4月22日，面積2,475平方公里，海拔高度60米，主要經濟活動有畜牧業、農業、貿易業和旅遊業，2007年人口約97,000。
9°21′N 65°19′W / 9.350°N 65.317°W